# Universität Durrës
Die Universität Durrës (ganzer Name Universität Aleksandër Moisiu Durrës; albanisch Universiteti "Aleksandër Moisiu" Durrës) ist eine staatliche Universität in der zentralalbanischen Hafenstadt Durrës. Sie nahm im Jahr 2006 den Betrieb auf. Die Universität ist nach dem österreichischen Schauspieler albanischer Herkunft Alexander Moissi benannt, der seine Kindheit unter anderem in Durrës verbracht hatte.

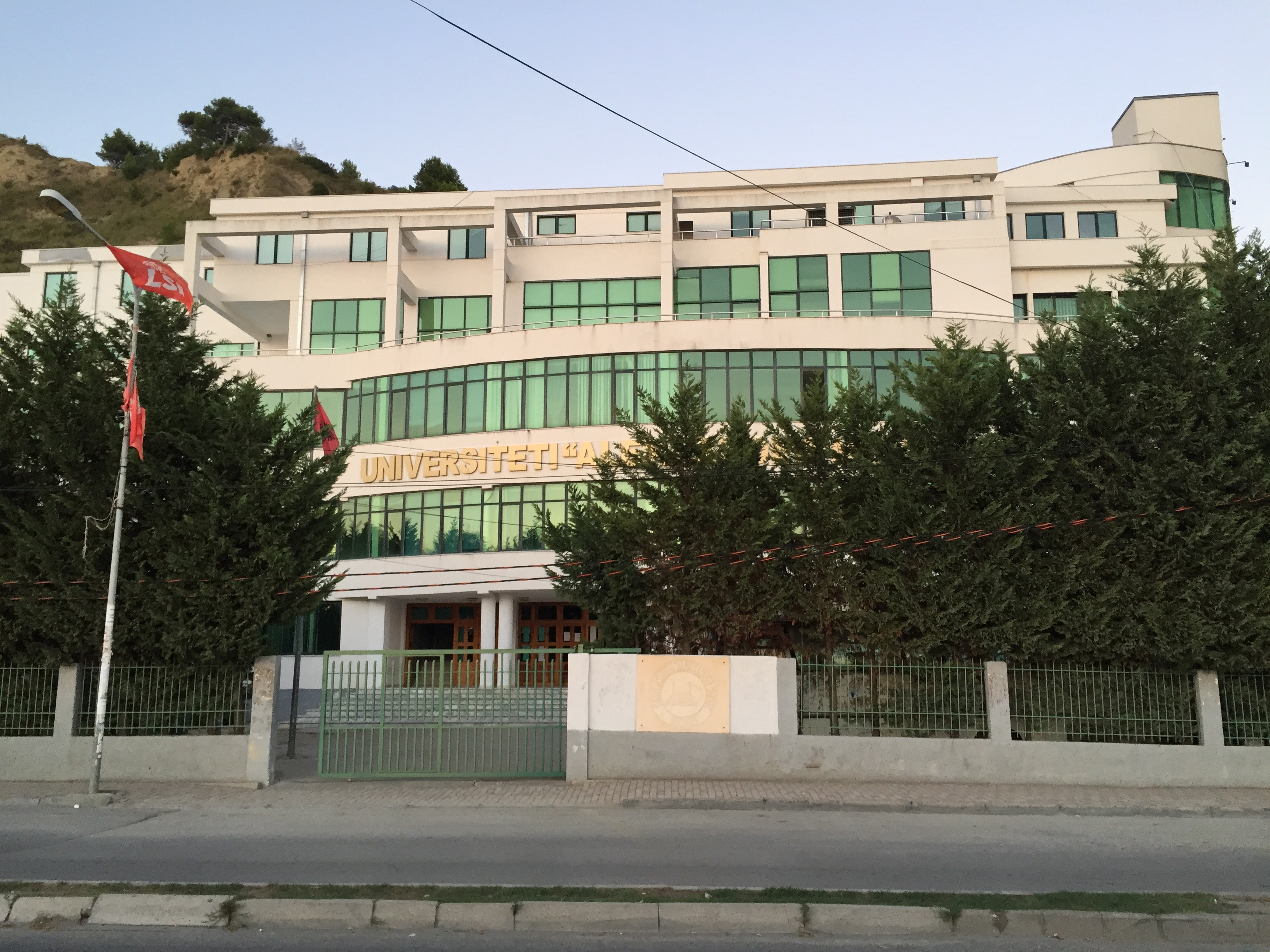
Hauptgebäude in Currila (2015)

Mit über 19.000 eingeschriebenen Studenten (Studienjahr 2022/2023) ist sie die zweitgrößte Universität Albaniens. 56 % der Studenten sind Frauen. Von den zwölf Doktoranden 2022 waren zehn Frauen.

## Geschichte
Schon im Mittelalter bestand in Durrës eine theologische Universität der Dominikaner mit Studium generale. Die Universitas Studiorum Dyrrhachium wurde um das Jahr 1380 gegründet. 1396 wurde sie jedoch wieder geschlossen und man eröffnete die Nachfolgerin neu im venezianischen Zadar. Dort war sie sicherer vor den expandierenden Osmanen.

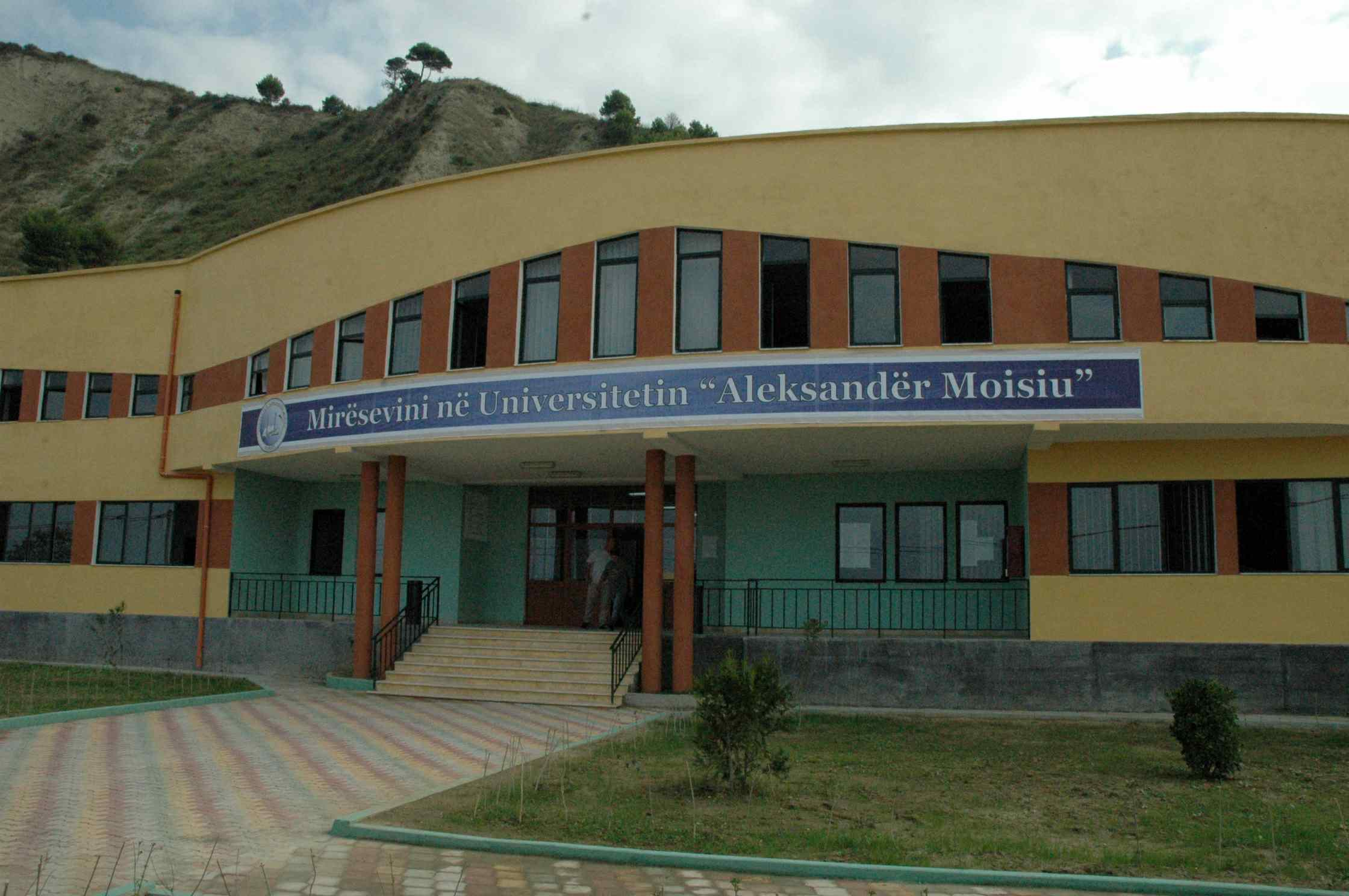
Das ehemalige Hauptgebäude kurz nach der Eröffnung. Mittlerweile steht an dieser Stelle ein Neubau.

2005 beschloss die albanische Regierung die Gründung der Hochschule. Der Betrieb wurde im Oktober 2006 aufgenommen, als das erste akademische Jahr 2006/07 begann. Unterrichtet wurde in einem Gebäude im Stadtzentrum an der Uferpromenade (Currila), dem heutigen Hauptgebäude. 2013 wurde ein neuer Campus auf offenen Feld östlich des Stadtteils Spitalla  eröffnet.
2008 wurde mit Unterstützung der Deutschen Gesellschaft für Internationale Zusammenarbeit die Fakultät für Studien mit Praxiseinbindung (Fakulteti i Studimeve të Integruara me Praktikën) gegründet. Es werden Studiengänge für Bankmanagement, Hotelmanagement und Betriebswirtschaft angeboten, die Theorie und praktische Arbeitseinsätze kombinieren. Das Faktultätsgebäude liegt östlich des Zentrums gegen Shkozet .

## Fakultäten
- Fakultät für Business

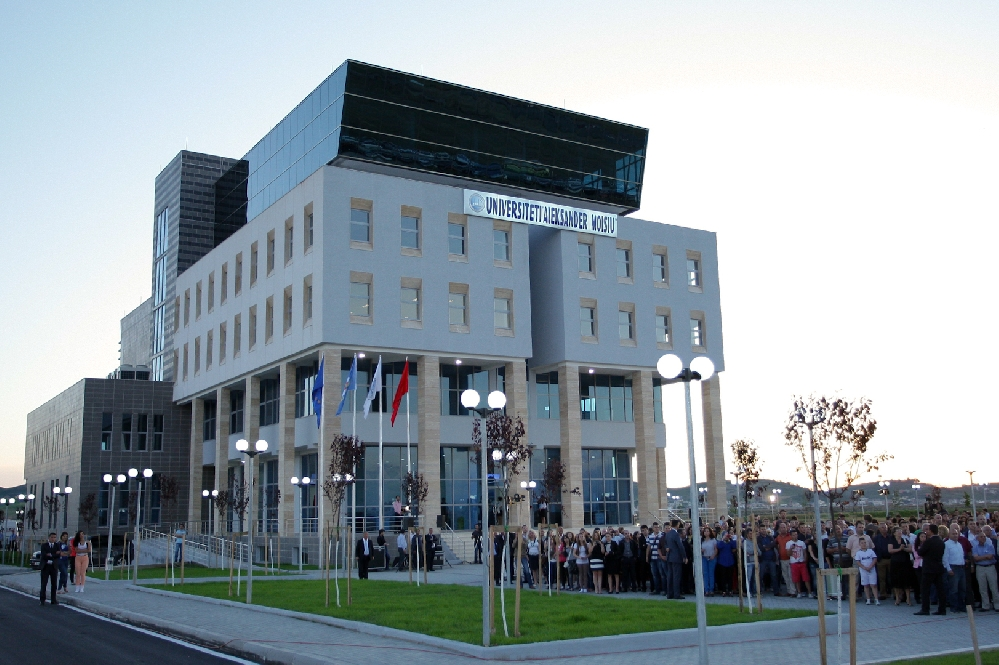
Campusgebäude außerhalb der Stadt (2014)

- Fakultät für Erziehungswissenschaften
- Fakultät für Berufsstudien
- Fakultät für Politik- und Rechtswissenschaften
- Fakultät für Informationstechnologie
- Fakultät für Studien mit Praxiseinbindung